# The Best FIFA Football Awards 2017
O The Best FIFA Football Awards 2017 (em português: Prêmios FIFA de Melhores do Futebol 2017) foi a segunda edição do evento realizado pela Federação Internacional de Futebol (FIFA) em 23 de outubro de 2017, na cidade de Londres, na Inglaterra.

## Cerimônia
A cerimônia iniciou às 17h30min, no horário de Londres, na Inglaterra, no London Palladium, com a apresentação em geral realizada pelo ator inglês Idris Elba.. O evento foi iniciado com a apresentação da banda inglesa Stomp, e de início foi divulgada a lista dos onze melhores jogadores do ano, na chamada FIFPro, apresentados por Nadine Kessler e Hidetoshi Nakata. Em seguida, foi realizada uma homenagem ao atleta Pelé, do Brasil,por ocasião de seus 77 anos. Após, foi introduzida a categoria de "Melhor Torcida", com os troféus entregues pelo ex-futebolista Lucas Radebe e pela ex-atleta de salto com vara Yelena Isinbayeva. Seguiu-se para o anúncio de Frank Rijkaard para a "Melhor Treinadora de Futebol Feminino da FIFA" e da apresentação do cantor Julian Perretta.
Na sequência, o ex-atleta espanhol Carles Puyol entregou o "Prêmio Fair Play da FIFA", Diego Maradona o fez no "Melhor Treinador de Futebol Masculino da FIFA", e em seguida, Andriy Shevchenko fez uma homenagem ao atleta brasileiro de futsal Falcão pelos seus 27 anos de contribuição para o desenvolvimento do esporte, no chamado "Prêmio pela Carreira Espetacular". O ex-atacante brasileiro Ronaldo apresentou o Prémio FIFA Ferenc Puskás e em seguida, a banda Naturally 7 fez uma nova apresentação. Para encerrar o evento, o ex-atacante Gabriel Batistuta e o presidente da FIFA Gianni Infantino entregaram os prêmios de Melhores Jogadores de Futebol, nas categorias feminino e masculino, respectivamente.

## Categorias

### Melhor Jogador de Futebol Masculino da FIFA
A lista com os 24 candidatos foi anunciada em 17 de agosto.Em 22 de setembro de 2017 foram anunciados os três finalistas: Cristiano Ronaldo e Lionel Messi,finalistas dos anos anteriores e a novidade o jogador brasileiro Neymar,marcando a volta de um jogador brasileiro entre os finalistas
| Pos.              | Jogador                   | Clube                         | País          | Votos         |
| Os finalistas     | Os finalistas             | Os finalistas                 | Os finalistas | Os finalistas |
| ----------------- | ------------------------- | ----------------------------- | ------------- | ------------- |
| 1                 | Cristiano Ronaldo         | Real Madrid                   | Portugal      | 43.16%        |
| 2                 | Lionel Messi              | Barcelona                     | Argentina     | 19.25%        |
| 3                 | Neymar                    | Barcelona Paris Saint-Germain | Brasil        | 6.97%         |
| Outros candidatos |                           |                               |               |               |
| 4                 | Gianluigi Buffon          | Juventus                      | Itália        | 6.82%         |
| 5                 | Sergio Ramos              | Real Madrid                   | Espanha       | 3.34%         |
| 6                 | Luka Modrić               | Real Madrid                   | Croácia       | 3.33%         |
| 7                 | Toni Kroos                | Real Madrid                   | Alemanha      | 2.70%         |
| 8                 | Marcelo                   | Real Madrid                   | Brasil        | 2.09%         |
| 9                 | N'Golo Kanté              | Chelsea                       | França        | 1.35%         |
| 10                | Luis Suárez               | Barcelona                     | Uruguai       | 1.19%         |
| 11                | Pierre-Emerick Aubameyang | Borussia Dortmund             | Gabão         | 1.10%         |
| 12                | Paulo Dybala              | Juventus                      | Argentina     | 1.07%         |
| 13                | Eden Hazard               | Chelsea                       | Bélgica       | 1.03%         |
| 14                | Zlatan Ibrahimović        | Manchester United             | Suécia        | 0.82%         |
| 15                | Andrés Iniesta            | Barcelona                     | Espanha       | 0.82%         |
| 16                | Robert Lewandowski        | Bayern de Munique             | Polónia       | 0.77%         |
| 17                | Antoine Griezmann         | Atlético de Madrid            | França        | 0.67%         |
| 18                | Daniel Carvajal           | Real Madrid                   | Espanha       | 0.62%         |
| 19                | Manuel Neuer              | Bayern de Munique             | Alemanha      | 0.58%         |
| 20                | Keylor Navas              | Real Madrid                   | Costa Rica    | 0.56%         |
| 21                | Arturo Vidal              | Bayern de Munique             | Chile         | 0.51%         |
| 22                | Leonardo Bonucci          | Juventus Milan                | Itália        | 0.47%         |
| 23                | Alexis Sánchez            | Arsenal                       | Chile         | 0.45%         |
| 24                | Harry Kane                | Tottenham                     | Inglaterra    | 0.33%         |

### Melhor Jogadora de Futebol Feminino da FIFA
A lista com as doze candidatas foi anunciada em 17 de agosto.Em 22 de setembro de 2017,foram anunciadas as finalistas.
| Nome               | Clube                            | País           |               |               |
| As finalistas      | As finalistas                    | As finalistas  | As finalistas | As finalistas |
| ------------------ | -------------------------------- | -------------- | ------------- | ------------- |
| Lieke Martens      | - FC Rosengård - Barcelona       | Países Baixos  |               |               |
| Carli Lloyd        | - Houston Dash - Manchester City | Estados Unidos |               |               |
| Deyna Castellanos  | Santa Clarita Blue Heat          | Venezuela      |               |               |
| Outras candidatas  |                                  |                |               |               |
| Lucy Bronze        | Manchester City                  | Inglaterra     |               |               |
| Pernille Harder    | - Linköpings FC - VfL Wolfsburg  | Dinamarca      |               |               |
| Samantha Kerr      | - Perth Glory Sky Blue FC        | Austrália      |               |               |
| Dzsenifer Marozsán | Lyon                             | Alemanha       |               |               |
| Vivianne Miedema   | - Bayern Munich - Arsenal        | Países Baixos  |               |               |
| Wendie Renard      | Lyon                             | França         |               |               |
| Jodie Taylor       | Arsenal                          | Inglaterra     |               |               |

### Melhor Treinador de Futebol Masculino da FIFA
A lista com os doze candidatos foi anunciada em 17 de agosto.Em 22 de setembro de 2017,foram anunciados os finalistasEm 23 de outubro de 2017,Zinedine Zidane foi aclamado pelos títulos ganhos pelo Real Madrid Club de FútbolZidane que em 2016 foi derrotado por Claudio Ranieri,recebeu seu premio das mãos do mesmo que apresentou a categoria.Ao receber o prêmio Zidane disse que o prêmio é ''muito especial, jamais imaginei que ganharia algo tão belo e tão importante como técnico de futebol'' 
| Pos.              | Nome                 | Clube              | Votos         |               |
| Os finalistas     | Os finalistas        | Os finalistas      | Os finalistas | Os finalistas |
| ----------------- | -------------------- | ------------------ | ------------- | ------------- |
| 1                 | Zinedine Zidane      | Real Madrid        | 46.22%        |               |
| 2                 | Antonio Conte        | Chelsea            | 11.62%        |               |
| 3                 | Massimiliano Allegri | Juventus           | 8.78%         |               |
| Outros candidatos |                      |                    |               |               |
| 4                 | Joachim Löw          | Alemanha           | 7.40%         |               |
| 5                 | José Mourinho        | Manchester United  | 5.28%         |               |
| 6                 | Leonardo Jardim      | Monaco             | 4.84%         |               |
| 7                 | Carlo Ancelotti      | Bayern de Munique  | 3.62%         |               |
| 8                 | Pep Guardiola        | Manchester City    | 2.88%         |               |
| 9                 | Tite                 | Brasil             | 2.87%         |               |
| 10                | Diego Simeone        | Atlético de Madrid | 2.77%         |               |
| 11                | Luis Enrique         | Barcelona          | 2.00%         |               |
| 12                | Mauricio Pochettino  | Tottenham          | 1.72%         |               |

### Melhor Treinador(a) de Futebol Feminino da FIFA
A lista com os dez candidatos foi anunciada em 17 de agosto.Em 22 de setembro de 2017,foram anunciados os finalistas para a categoria: Sarina Wiegman, da Seleção Holandesa, Nils Nielsen, da Seleção Dinamarquesa,  e Gérard Prêcheur do Lyon.
A vencedora da premiação foi Sarina Wiegman, com 36.24% dos votos, seguida por Nils Nielsen, com 12.64%, e Gérard Prêcheur, com 9.37%. Sua principal vitória foi a conquista do Campeonato Europeu de Futebol Feminino de 2017.
A categoria foi apresentada por Marco Van Basten. A treinadora recebeu a premiação na concentração,pois a seleção tem compromisso pelas eliminatórias para a Copa do Mundo Feminina de 2019.Como não podiam ir a premiação foi gravado um vídeo de agradecimento 
| Nome               | Equipe          |               |               |               |
| Os finalistas      | Os finalistas   | Os finalistas | Os finalistas | Os finalistas |
| ------------------ | --------------- | ------------- | ------------- | ------------- |
| Sarina Wiegman     | Países Baixos   |               |               |               |
| Gérard Prêcheur    | Lyon            |               |               |               |
| Nils Nielsen       | Dinamarca       |               |               |               |
| Outros candidatos  |                 |               |               |               |
| Ralf Kellermann    | VfL Wolfsburg   |               |               |               |
| Xavi Llorens       | Barcelona       |               |               |               |
| Olivier Echouafni  | França          |               |               |               |
| Emma Hayes         | Chelsea         |               |               |               |
| Florence Omagbemi  | Nigéria         |               |               |               |
| Dominik Thalhammer | Áustria         |               |               |               |
| Hwang Yong-Bong    | Coreia do Norte |               |               |               |

### Melhor Goleiro de Futebol da FIFA
Em 22 de setembro de 2017,foram anunciados os finalistas nesta nova categoria 
| Pos.              | Jogador               | Clube                   | País       | Votos  |
| ----------------- | --------------------- | ----------------------- | ---------- | ------ |
| 1                 | Gianluigi Buffon      | Juventus                | Itália     | 42.42% |
| 2                 | Manuel Neuer          | Bayern de Munique       | Alemanha   | 32.32% |
| 3                 | Keylor Navas          | Real Madrid             | Costa Rica | 10.10% |
| Outros candidatos |                       |                         |            |        |
| 4                 | Thibaut Courtois      | Chelsea                 | Bélgica    | 9.09%  |
| 5                 | Hugo Lloris           | Tottenham               | França     | 3.03%  |
| 6                 | Jan Oblak             | Atlético de Madrid      | Eslovênia  | 2.02%  |
| 7                 | Marc-André ter Stegen | Barcelona               | Alemanha   | 1.01%  |
| 8                 | Alisson               | Roma                    | Brasil     | 0.01%  |
| 9                 | Alireza Beiranvand    | Persepolis              | Irão       | 0.0%   |
| 9                 | Alfonso Blanco        | Pachuca                 | México     | 0.0%   |
| 9                 | Claudio Bravo         | Manchester City         | Chile      | 0.0%   |
| 9                 | Gianluigi Donnarumma  | Milan                   | Itália     | 0.0%   |
| 9                 | Ederson               | Benfica Manchester City | Brasil     | 0.0%   |
| 9                 | Fabrice Ondoa         | Sevilla                 | Camarões   | 0.0%   |
| 9                 | Danijel Subašić       | Monaco                  | Croácia    | 0.0%   |

### Prêmio FIFA Ferenc Puskás
O Comitê de Futebol da FIFA divulgou no dia 22 de setembro a lista com os dez gols mais bonitos da temporada para o Prêmio FIFA Ferenc Puskás, em homenagem ao jogador húngaro Ferenc Puskás. Os três finalistas foram anunciados em 9 de outubro de 2017, incluindo o gol do francês Olivier Giroud, que fez uma finalização ao estilo "escorpião", na qual concluiu uma linda jogada coletiva do Arsenal em vitória sobre o Crystal Palace, pela Premier League de 2016–17; o gol da jogadora venezuelana Deyna Castellanos, em um chute de cobertura durante o Copa do Mundo Feminino Sub-17 de 2016; e o gol de bicicleta do goleiro sul-africano Masuluke Oscarine, marcado no final de uma partida do Campeonato Sul-Africano de Futebol de 2016.
Giroud foi o vencedor com 59.46% dos votos, seguido de Marlone, com 22.86%, e Rodríguez, com 10.01%, sendo que todos os votos foram feitos pelo público em geral. Esta foi a primeira vez que ambos os atletas concorreram à premiação, e também a primeira vez que um jogador frances a conquistou. O gol de Giroud foi marcado em uma partida do seu clube, o Arsenal, contra o Crystal Palace, em 1º de janeiro, partida em que o Arsenal saiu vencedor por 2–0.[carece de fontes?]
A categoria apresentada pelo ex-atacante brasileiro Ronaldo. O atleta fez um discurso a qual dizia que estava" muito feliz de receber esse prêmio na frente de tantas lendas do futebol, e gostaria de agradecer a todos que votaram por mim. Também quero parabenizar os outros concorrentes que marcaram lindos gols. Obrigado aos meus companheiros de time, porque sem eles não teria marcado esse gol. Também agradeço minha família, gostaria de dedicar esse prêmio ao meu pai".
| Pos.              | Jogador                               | Partida                              | Competição                            | Data                   | Votos         |
| Os finalistas     | Os finalistas                         | Os finalistas                        | Os finalistas                         | Os finalistas          | Os finalistas |
| ----------------- | ------------------------------------- | ------------------------------------ | ------------------------------------- | ---------------------- | ------------- |
| 1                 | Olivier Giroud                        | Arsenal – Crystal Palace             | Premier League de 2016–17             | 1 de janeiro de 2017   | 36.17%        |
| 2                 | Masuluke Oscarine                     | Baroka – Orlando Pirates             | Campeonato Sul-Africano de 2016–17    | 30 de novembro de 2016 | 27.48%        |
| 3                 | Deyna Castellanos                     | Venezuela – Camarões                 | Copa do Mundo Feminino Sub-17 de 2016 | 24 de outubro de 2016  | 20.47%        |
| Outros candidatos |                                       |                                      |                                       |                        |               |
|                   | Kevin-Prince Boateng                  | Villarreal – Las Palmas              | La Liga de 2016–17                    | 23 de outubro de 2016  | 15.88%        |
| Alejandro Camargo | Universidad de Concepción – O'Higgins | Campeonato Chileno de 2016           | 4 de dezembro de 2016                 |                        | 15.88%        |
| Moussa Dembélé    | St. Johnstone – Celtic                | Scottish Premiership de 2016–17      | 5 de fevereiro de 2017                |                        | 15.88%        |
| Avilés Hurtado    | Atlas – Tijuana                       | Liga MX de 2016–17                   | 1 de março de 2017                    |                        | 15.88%        |
| Mario Mandžukić   | Juventus – Real Madrid                | Liga dos Campeões da UEFA de 2016–17 | 3 de junho de 2017                    |                        | 15.88%        |
| Nemanja Matić     | Chelsea – Tottenham                   | Copa da Inglaterra de 2016–17        | 23 de abril de 2017                   |                        | 15.88%        |
| Jordi Mboula      | Barcelona – Borussia Dortmund         | Liga Jovem da UEFA de 2016–17        | 22 de fevereiro de 2017               |                        | 15.88%        |

### Prêmio FIFA Fair Play
Como já acontece desde o ano de 1987, a FIFA costuma fazer homenagem para equipes, jogadores, torcedores, federações futebolísticas e quaisquer outras entidades relacionadas ao futebol que contribuiram para promover o chamado espírito do Fair Play, preconizado pela instituição e que tem como objetivo promover a paz e a solidariedade no âmbito esportivo.Na última edição, o prêmio havia sido concedido ao time colombiano Atlético Nacional, em virtude do ato de solidariedade referente ao voo 2933 da LaMia, que vitimou a setenta e um jogadores, dirigentes e jornalistas, incluindo a dezenove jogadores da equipe brasileira Chapecoense, os quais iriam se enfrentar na final da Copa Sul-Americana de 2016 naquela semana.  Nesta edição o agraciado foi o jogador togolês Francis Koné, que salvou a vida do goleiro do Bohemians Martin Berkovec no jogo entre Bohemians e Slovacko.O goleiro ficou inconsciente.O jogador falou na premiação que já salvou 4 pessoas no campo de futebol 
| Vencedor     | Motivo                                                                          |
| ------------ | ------------------------------------------------------------------------------- |
| Francis Koné | Salvou a vida de um oponente administrando primeiros socorros após uma colisão. |

### Prêmio FIFA Melhor Torcida
A FIFA introduziu o Prêmio de Melhor Torcida FIFA (em inglês:  The FIFA Fan Award) nesta edição da premiação, com a iniciativa de premiar a participação de uma ou mais torcidas que se destacaram durante alguma partida.
Os três candidatos foram anunciados no dia 9 de dezembro. A torcida do Borussia Dortmund foi uma das três indicadas, pela sua participação na partida contra a Monaco na derrota por 3–2 pelas quartas-de-final do Liga dos Campeões da UEFA de 2016-17, na qual jogaram 1 dia após um atentado contra o ônibus que feriu o jogador Marc Bartra,no qual ofereceram abrigo aos torcedores do Monaco que não tinham condições de hospedagem. Uma das outras indicadas foi a torcida do clube escocês Celtic, que na vitória  por 3–1 para o Heart of Midlothian fez um mosaico que lembrou dos 50 anos de sua conquista na Taça dos Clubes Campeões Europeus de 1966–67 homenageando os Leões de Lisboa. Finalizando, a torcida do Copenhagen foi indicada, pelo fato do capitão Mathias Jorgensen ceder o direito de levantar a taça aos torcedores, que receberam também a sua medalha. Um grande gesto que levou todos presentes nas arquibancadas ao delírio.após ganhar por  3–1, em que os torcedores levantaram juntos o titulo da Copa da Dinamarca.
A torcida do Celtic foi o vencedor da categoria, com 55.92% dos votos, seguidas da torcida do Borussia Dortmund, com 31.37%, e da torcida do Copenhagen, com 7.88%. O troféu foi entregues pelos ex-atletas Lucas Radebe e Yelena Isinbayeva para Ian Bankier, chairman do Celtic.
| Pos. | Torcida                         | Partida                      | Competição                           | Data                | Votos  |
| ---- | ------------------------------- | ---------------------------- | ------------------------------------ | ------------------- | ------ |
| 1    | Torcedores do Celtic            | Celtic – Heart of Midlothian | Scottish Premiership de 2016–17      | 21 de maio de 2017  | 55.92% |
| 2    | Torcedores do Borussia Dortmund | Borussia Dortmund – Monaco   | Liga dos Campeões da UEFA de 2016–17 | 11 de abril de 2017 | 31.37% |
| 3    | Torcedores do Copenhague        | København – Brøndby          | Copa da Dinamarca de 2016–17         | 25 maio de 2017     | 7.88%  |

### FIFPro World XI da FIFA
A lista de 55 jogadores foi anunciada em 20 de setembro de 2017.
Os jogadores escolhidos incluíram Gianluigi Buffon como goleiro, Dani Alves, Leonardo Bonucci, Sergio Ramos e Marcelo como defensores, Luka Modrić, Toni Kroos e Andrés Iniesta como meio-campistas, e Lionel Messi, Cristiano Ronaldo e Neymar como avançados.
| Pos. | Jogador           | Clube                           |
| ---- | ----------------- | ------------------------------- |
| G    | Gianluigi Buffon  | Juventus                        |
| LD   | Daniel Alves      | Juventus / Paris Saint-Germain  |
| Z    | Leonardo Bonucci  | Juventus / Milan                |
| Z    | Sergio Ramos      | Real Madrid                     |
| LE   | Marcelo           | Real Madrid                     |
| M    | Luka Modrić       | Real Madrid                     |
| M    | Toni Kroos        | Real Madrid                     |
| M    | Andrés Iniesta    | Barcelona                       |
| A    | Cristiano Ronaldo | Real Madrid                     |
| A    | Lionel Messi      | Barcelona                       |
| A    | Neymar            | Barcelona / Paris Saint-Germain |

Outros candidatos
| Nome               | Equipe(s)                      |
| Goleiros           | Goleiros                       |
| ------------------ | ------------------------------ |
| David de Gea       | Manchester United              |
| Keylor Navas       | Real Madrid                    |
| Manuel Neuer       | FC Bayern München              |
| Jan Oblak          | Atlético Madrid                |
| Defensores         |                                |
| David Alaba        | FC Bayern München              |
| Jordi Alba         | Barcelona                      |
| Jérôme Boateng     | FC Bayern München              |
| Daniel Carvajal    | Real Madrid                    |
| Giorgio Chiellini  | Juventus                       |
| Diego Godín        | Atlético Madrid                |
| Mats Hummels       | FC Bayern München              |
| Philipp Lahm       | FC Bayern München              |
| David Luiz         | Chelsea                        |
| Javier Mascherano  | Barcelona                      |
| Pepe               | - Real Madrid - Beşiktaş       |
| Gerard Piqué       | Barcelona                      |
| Thiago Silva       | Paris Saint-Germain            |
| Samuel Umtiti      | Barcelona                      |
| Antonio Valencia   | Manchester United              |
| Raphaël Varane     | Real Madrid                    |
| Meio-campistas     |                                |
| Thiago Alcântara   | FC Bayern München              |
| Sergio Busquets    | Barcelona                      |
| Casemiro           | Real Madrid                    |
| Philippe Coutinho  | Liverpool                      |
| Eden Hazard        | Chelsea                        |
| Isco               | Real Madrid                    |
| N'Golo Kanté       | Chelsea                        |
| Nemanja Matić      | - Chelsea - Manchester United  |
| Mesut Özil         | Arsenal                        |
| Paul Pogba         | Manchester United              |
| Marco Verratti     | Paris Saint-Germain            |
| Arturo Vidal       | FC Bayern München              |
| Atacantes          |                                |
| Gareth Bale        | Real Madrid                    |
| Karim Benzema      | Real Madrid                    |
| Edinson Cavani     | Paris Saint-Germain            |
| Paulo Dybala       | Juventus                       |
| Antoine Griezmann  | Atlético Madrid                |
| Zlatan Ibrahimović | Manchester United              |
| Harry Kane         | Tottenham Hotspur              |
| Robert Lewandowski | FC Bayern München              |
| Romelu Lukaku      | - Everton - Manchester United  |
| Kylian Mbappé      | - Monaco - Paris Saint-Germain |
| Alexis Sánchez     | Arsenal                        |
| Luis Suárez        | Barcelona                      |